# Station Sollentuna
Sollentuna is een station van het stadsgewestelijk spoorwegnet van Stockholm in de gemeente Sollentuna op 13,2 kilometer ten noorden van Stockholm C. aan de oostkustlijn. 

## Geschiedenis
Het station werd in 1869 geopend onder de naam Tureberg aan de noordelijke hoofdlijn die in 1942 opging in de oostkustlijn. De gemeente Sollentuna heeft vijf forensenstations en om het belang van het station als het centrale station binnen de gemeente te benadrukken, werd het in 1968 omgedoopt tot Sollentuna tegelijk met de ombouw naar de standaard van de pendeltåg. In 1995 werd het spoor uitgebreid tot vier sporen, waarbij de binnenste sporen werden toebedeeld aan de pendeltåg. 

## Reizigersverkeer
Het station heeft een eilandperron tussen de binnenste sporen. Aan beide perroneinden is een hal met kaartverkoop, die elk toegankelijk zijn via onderdoorgangen. Het is het drukste station van deze tak van het stadsgewestelijke net met 10.200 instappers op een gemiddelde winterdag (2015).

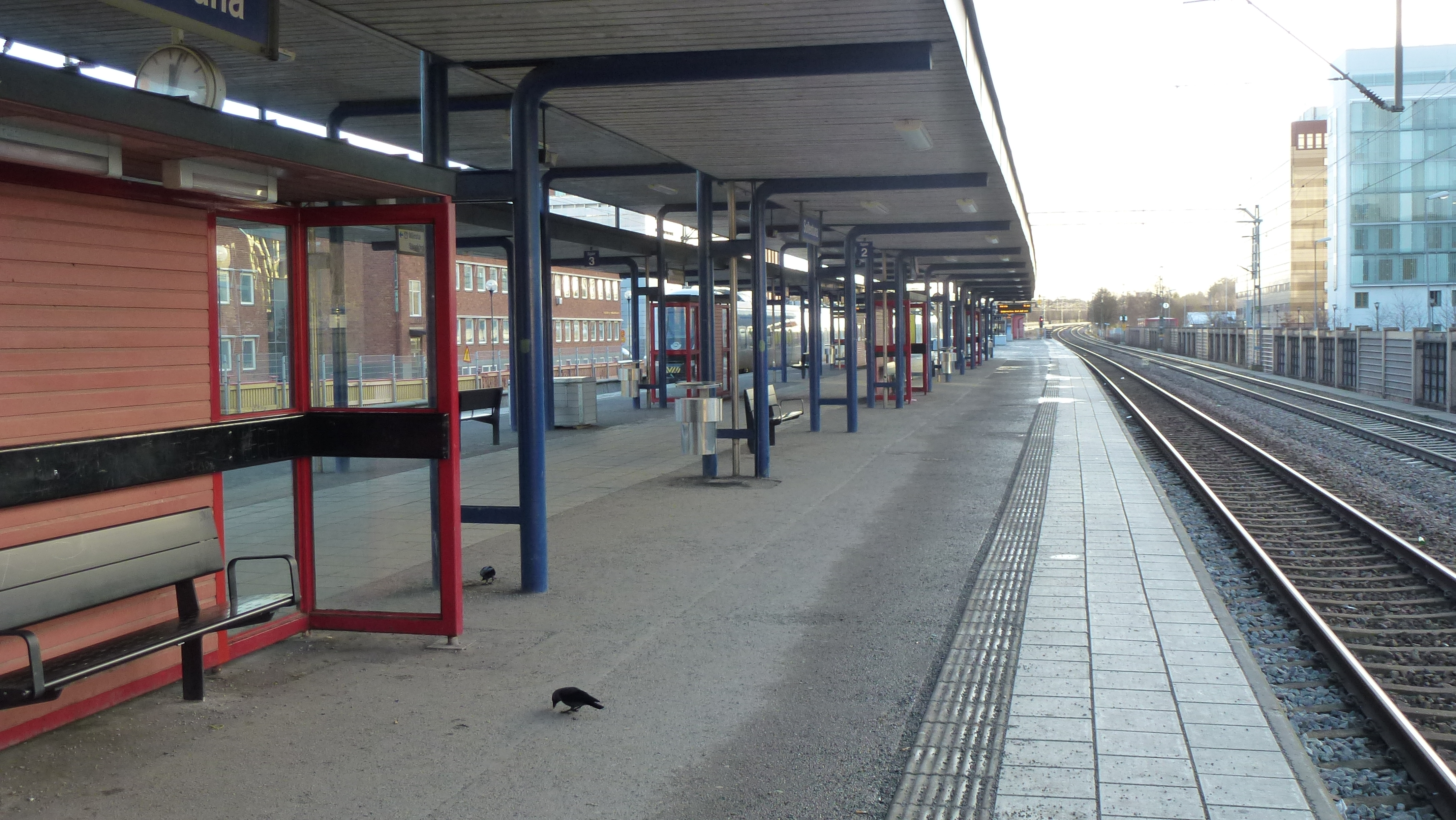
Het perron.
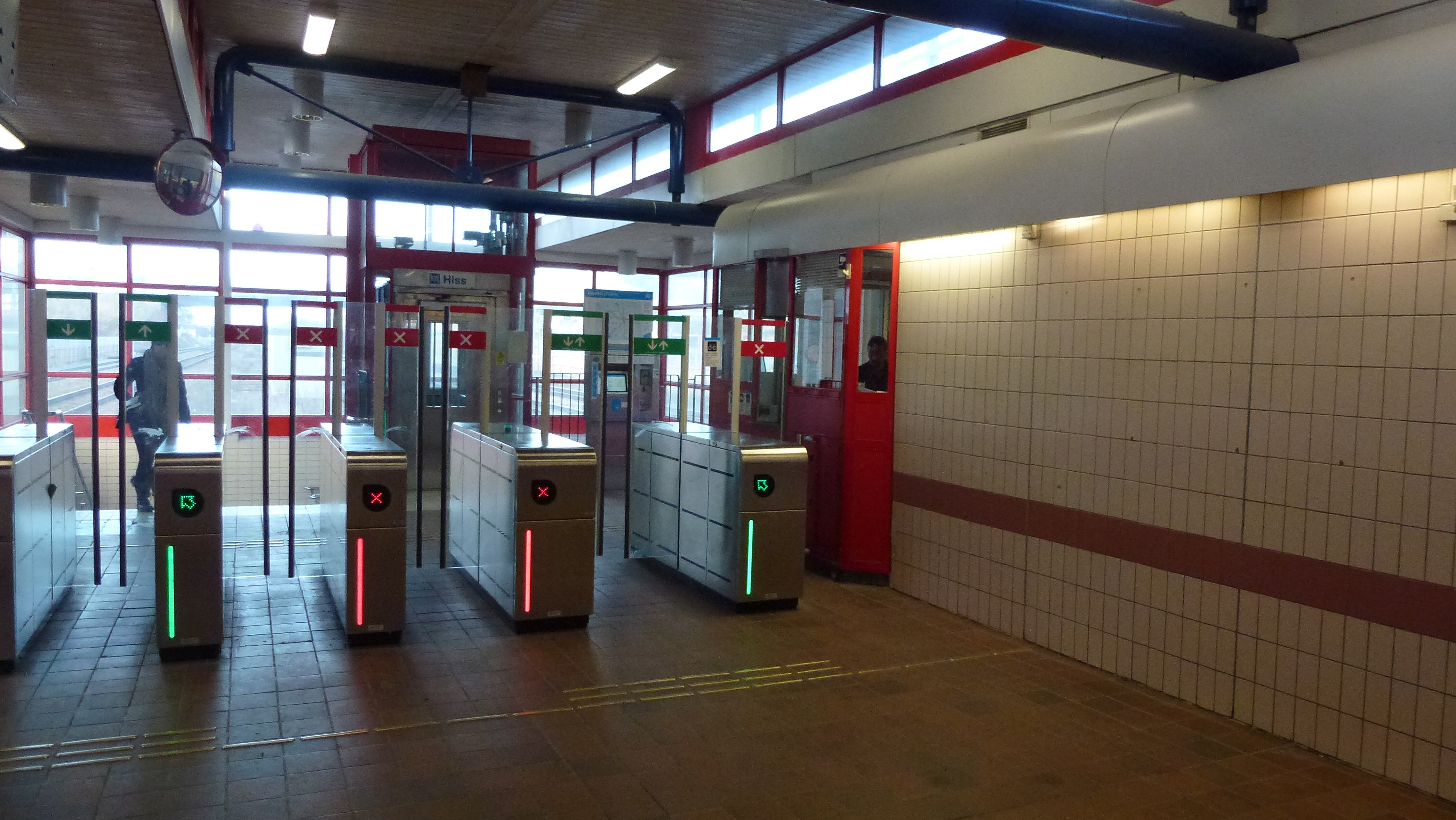
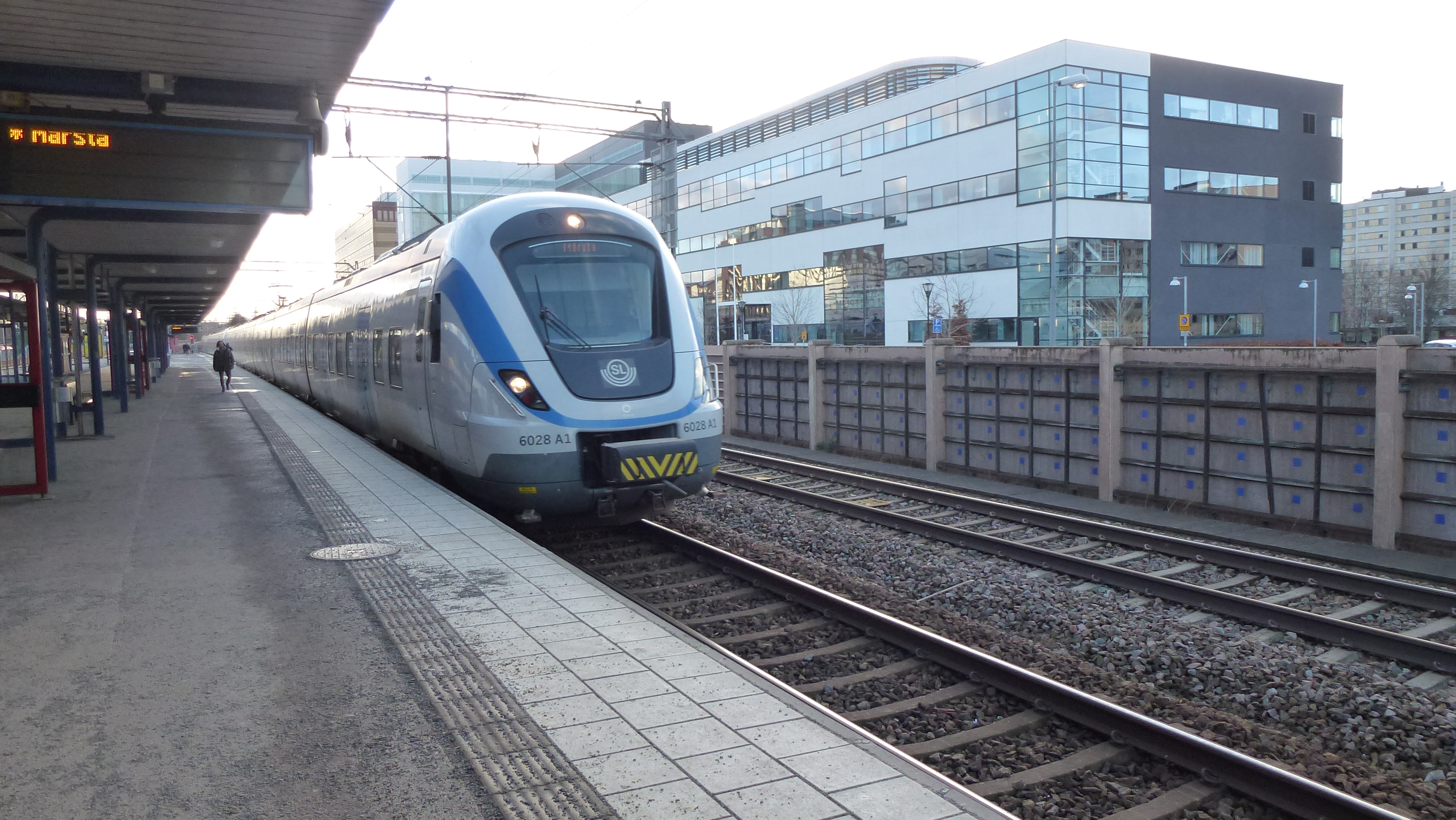
De pendeltåg naar het noorden.